# 영암 내동리 쌍무덤
영암 내동리 쌍무덤(靈岩 內洞里 雙무덤)은 대한민국 전라남도 영암군 시종면 내동리에 있는, 매우 복잡한 모양을 하고 있는 쌍무덤이다. 1986년 2월 7일 전라남도의 기념물 제83호로 지정되었다.

## 개요
전라남도 영암군 내동리에 있는 매우 복잡한 모양을 하고 있는 쌍무덤이다.
무덤에 대한 성격과 구조는 정식 학술조사가 이루어지지 않아 확실히 밝혀지지 않았으나 근처에 있는 초분골(草墳谷) 고분 발굴 조사결과 봉토내에 독무덤이 묻혀 있었다. 이것으로 보아 마한시대의 지배계급 무덤으로 생각되며 이 쌍무덤도 같은 시기에 만들어진 것으로 추정된다.

## 주변 건축 허용기준
2020년 1월 16일 '전라남도 지정문화재 역사문화환경 보존지역 내 건축행위 등에 관한 허용기준'이 고시되었다.

## 참고 문헌
- 영암 내동리 쌍무덤 - 국가유산청 국가유산포털